# Briana Loves Jenna

Briana Loves Jenna est un film pornographique film sorti le 27 novembre 2001 avec Briana Banks et Jenna Jameson, écrit et réalisé par Jay Grdina sous le pseudonyme Justin Sterling. Le film, distribué par Vivid, fut le premier film produit par Club Jenna. Il rencontra un grand succès, gagnant même deux AVN Awards en 2002 : celui du film X le plus loué et le plus vendu de l'année 2002. Le coût du film s'éleva à 280000 dollars et rapporta plus d'un million de dollars lors de sa première année d'exploitation. Il marqua le retour de Jameson dans la pornographie, après une pause de plusieurs années, et fut présenté comme "Jenna. Her first boy/girl scene in over 2 years." ("Jenna. Sa première scène homme/femme depuis plus de deux ans."). Dans ce film et ceux qui suivirent, Jameson n'eut aucune scène hétérosexuelle avec d'autres acteurs que Grdina, qui devint son mari par la suite.